# Trofeo Ciudad de Las Palmas de Gran Canaria
El Trofeo Ciudad de Las Palmas de Gran Canaria fue un torneo amistoso de fútbol organizado por el Ayuntamiento de Las Palmas de Gran Canaria, y la UD Las Palmas. Ya en 1972 se disputó un torneo triangular con el mismo nombre, pero no sería hasta el año 2000 cuando se retoma la idea y habría organización para celebrarlo cada pretemporada. Se disputa a un solo partido, generalmente en agosto. Sólo en dos años, no se ha podido disputar el trofeo; en 2004, debido a problemas de diversa índole, y en 2009, en señal de duelo por el accidente aéreo en el Aeropuerto de Barajas. Desde el 2000 hasta el 2003 se jugó en el Estadio Insular, pero a partir del 2005 se ha disputado en el Estadio de Gran Canaria, el actual estadio de la UD Las Palmas.
Para futuras ediciones, el Ayuntamiento de Las Palmas de Gran Canaria aumentará el presupuesto con la intención de darle mayor prestigio a esta cita estival y modificar el diseño del trofeo.

## Edición de 1972
Se jugó entre el 28 y el 30 de agosto de 1972 en el Estadio Insular de Las Palmas de Gran Canaria. Los equipos participantes fueron: UD Las Palmas, Standard de Lieja, y Bayern de Múnich. Se disputó en forma de liguilla entre los tres equipos. El equipo bávaro, con Beckenbauer a la cabeza, se alzó con el trofeo al obtener 4 puntos, seguidos por la UD Las Palmas y el Standard de Lieja con 1 punto.
| Día   | Local               | Visitante         | Resultado |
| ----- | ------------------- | ----------------- | --------- |
| 28/08 | UD Las Palmas       | Standard de Lieja | 0-0       |
| 29/08 | FC Bayern de Múnich | Standard de Lieja | 1-0       |
| 30/08 | FC Bayern de Múnich | UD Las Palmas     | 2-1       |

## Finales a partir del 2000
| Año  | Campeón            | Subcampeón        | Resultado     |
| ---- | ------------------ | ----------------- | ------------- |
| 2000 | UD Las Palmas      | Borussia Dortmund | 1-0           |
| 2001 | UD Las Palmas      | Widzew Łódź       | 3-0           |
| 2002 | UD Las Palmas      | PSV Eindhoven     | 1-0           |
| 2003 | CA Peñarol         | UD Las Palmas     | 3-1           |
| 2004 | No se disputó      | No se disputó     | No se disputó |
| 2005 | Atlético de Madrid | UD Las Palmas     | 0-0 (4-2 p.)  |
| 2006 | UD Las Palmas      | Sevilla FC        | 0-0 (4-2 p.)  |
| 2007 | Levante UD         | UD Las Palmas     | 2-1           |
| 2008 | Suspendido         | Suspendido        | Suspendido    |
| 2009 | UD Las Palmas      | Málaga CF         | 2-0           |
| 2010 | No se disputó      | No se disputó     | No se disputó |
| 2011 | No se disputó      | No se disputó     | No se disputó |
| 2012 | No se disputó      | No se disputó     | No se disputó |

## Palmarés
- UD Las Palmas (5): 2000, 2001, 2002, 2006, 2009
- Bayern Múnich (1): 1972
- CA Peñarol (1): 2003
- Atlético de Madrid (1): 2005
- Levante UD (1): 2007